# A Hajnalvándor útja
A Hajnalvándor útja (The Voyage of the Dawn Treader) C. S. Lewis regénysorozatának, a Narnia krónikáinak ötödik kötete. 1952-ben jelent meg. Megismerhetjük belőle Lucy, Edmund és Eustace kalandját Narnia világában. Magyarul először Utazás a tengeri cirkálón címmel jelent meg a mű a Szent István Társulatnál, K. Nagy Erzsébet fordításában, 1989-ben, majd A Hajnalvándor útja címmel Liszkay Erzsébet fordításában, 2006-ban az M&C Kiadónál.

## Cselekmény
|  | Alább a cselekmény részletei következnek! |

Lucy és Edmund a kiállhatatlan, okoskodó, fölényeskedő unokatestvérüknél, Eustace-nél töltik nyári szünetüket. A Pevensie testvérek az egyik szobában egy narniai hajóra megszólalásig hasonlító festményről vitáznak unokatestvérükkel, amikor a hajó valóban életre kel, s egy varázslat folytán a tengerbe keverednek egy narniai hajó mellé. Természetesen kihúzzák őket a tengerből, s kiderül, hogy a hajó tulajdonosa maga Narnia királya, Caspian. Elmondja nekik, hogy még Miraz király uralkodása alatt a trónbitorló elküldött hét főurat a tengerre, hogy fedezzék fel a Narniától keletre fekvő vidékeket. De a hét főúr soha nem tért vissza Narnia földjére, s most Caspian ígéretet tett, hogy előkeríti őket. Túljutottak már Galma, Terabinthia szigetén, s már a Hét Szigeten is. Most éppen a Magányos Szigetek felé tartanak.
Megérkeznek a Magányos Szigetek legészakibb tagjára, Felimathra. Ott Lucy, Edmund, Eustace (aki örült, hogy végre megszabadult a hajótól), Caspian és Cincz Vitéz (a hősies egér) partra száll. Azonban rabszolgakereskedők elfogják őket. Caspian királyt eladják egy úrnak. Az úrról kiderül, hogy valójában Lord Bern, az egyik narniai úr. Együtt, s a többi matrózzal együtt birtokba veszik a Magányos Szigetek kormányzását, s Bernt nevezik ki uralkodóvá. A többieket a rabszolgapiacon kiszabadítják, s később a Hajnalvándor kifut a kikötőből.
Azonban elég hamar viharba keverednek, s tizenhárom napon át sodródnak a viharban. Végül kikeverednek a viharból, de szárazföldet nem látnak maguk körül. A tartalékaik kifogyóban vannak. De egyszer csak egy sziget tünik fel előttük. Hatalmas hegyek, erdőségek borítják. Kikötnek, de embert nem látnak, csak pár vadat. Feltöltik a készleteiket, de már az első estén Eustace eltűnik. Meg akart szabadulni a munkától, így sétálni indult a ködben, de eltévedt. Végül egy kis tavacskára bukkan, ahol egy sárkány pihen. De már nagyon öreg, vén sárkány, s Eustace szeme láttára meghal. Elered az eső, így a fiú nem tud mit csinálni, csak behúzódik a sárkány barlangjába. Rengeteg kincset, ékszert, pénzt talál ott. Egy karperecet fel is húz a kezére. De reggel, mikor felkel, látja, hogy ő maga is sárkánnyá változott! Kapzsiságából, ő maga is sárkány lett. Nagy nehezen, de tudatja a többiekkel, hogy mi történt vele, s segít nekik feltölteni a készleteket. Egy este azonban találkozik Aslannal, aki visszaváltoztatja. Ettől kezdve, Eustace javuláson megy át, s a rossz jelleme megjavulóban van. Kiderül, hogy a halott sárkány, Lord Octesian volt, aki kapzsiságában szintén sárkánnyá változott.
Továbbhajóznak. Később rájuk támad egy tengeri kígyó, de Cincz Vitéz eszének segítségével megszabadulnak tőle, s kikötnek egy újabb szigeten. Forrásokat találnak, s a gyerekek, Caspiannal együtt felfedeznék a szigetet. Egy apró tavat találnak, mellette egy kardot és páncélzatot. Azonban éppen inni akarnak a tóból, amikor az alján egy arany szobrot találnak. Még időben rájönnek, hogy ami a tóba beleér, az arannyá változik. A szobor pedig -mint később megtudják- nem más, mint Lord Restimar.
Továbbindulnak. Egy kis szigeten kötnek ki, ahol bár minden rendezett és szép, úgy tűnik nem él senki. De Lucy kihallgat egy beszélgetést néhány láthatatlan lény között, s rájönnek mégsem olyan lakatlan a sziget, mint szeretnék. A láthatatlan lények, a segítségüket kérik. Elmondásuk szerint egy gonosz varázsló csúffá változtatta őket, de miután megelégelték egymás csúfságát, úgy döntöttek, hogy láthatatlanná válnak. De megelégelték a láthatatlanságot is, így most azt kérik Lucytől, hogy változtassa őket vissza, mert csak ő segíthet rajtuk. A kislány beleegyezik, s felkeresi a varázsló könyvét. Sikeresen vissza is változtatja őket, de a "gonosz" varázsló, aki nem is gonosz, meghívja egy ebédre. Találkozik Aslannal is. A varázsló elmondja, hogy a Gyügyük, régen törpék voltak, mára már egylábú, apró lények lettek. A mágus segít rendbehozni a hajójukat, s útnak indulnak.
Újabb szigetet találnak. Azonban nem látnak belőle semmit, mivel teljes sötétség borítja be. Belehajóznak, s a kísérteties helyen rálelnek Lord Rhoopra, aki elmondja, hogy ez az álmok szigete. Itt valóra válnak az álmok! Azonban nem azok, amelyről álmodozunk, hanem a rémálmaink. De Aslan segítségével még időben elmenekülnek a szigetről.
Eljutnak a Világ Végének kezdetéhez, Ramandu szigetére. Itt megtalálják az utolsó három főurat, Lord Argozt, Lord Reviliant és Lord Mavramornt. De találkoznak egy vén, öreg csillaggal, Ramanduval, s a gyönyörű szép lányával is. Ramandu elmondja, hogy a három úr mély álomba merült, egy heves vita után, s nem ébredtek fel. A három alvóhoz Lord Rhoop is csatlakozik, akit meggyötörtek az álmai. A többiek viszont elindulnak a világ legvégéhez.
Az utolsó út során eljutnak az Ezüst-tengerhez, amiben tengeri lények élnek, s ahol édes a víz. Eljutnak egy végtelen liliom-mezőre, ahol már látják Aslan országát. Ekkor azonban, elválnak egymástól. Caspian a matrózokkal visszaindul Narniába, s békében élnek tovább. Caspian elveszi Ramandu csodaszép leányát. Eustace, Lucy, Edmund és a Hős Cincz Vitéz továbbindul, Aslan országába. De a csónakjuk zátonyra fut. Egyedül Cincz Vitéz indul tovább a saját csónakjában, amíg el nem jut Aslan országába. A többiek a liliom-mezőn sétálnak, amikor találkoznak Aslannal, ezúttal egy bárány képében. Elmondja nekik, hogy Lucy és Edmund már nem jöhet vissza Narniába, azonban Eustace még igen. A gyerekek visszajutnak a saját világukba.
|  | Itt a vége a cselekmény részletezésének! |

## Szereplők

### Főszereplők
- Edmund Pevensie
- Lucy Pevensie
- Eustace Clarence Scrubb
- Aslan
- X. Caspian király

### Mellékszereplők
- Hős Cincz Vitéz
- Lord Drinian, a Hajnalvándor kapitánya
- Ramandu

## Magyarul
- A Hajnalvándor útja; ford. Liszkay Szilvia; M&C Kft., Bp., 2006 (Narnia krónikái)